# لوس لجنداریوس
لوس لجنداریوس از تولیدکنندگان موسیقی رگیتون است که اصالتاً اهل پورتوریکو هستند و از مارکوس رامیرز و ویکتور آر تورس تشکیل شده‌اند. آنها برای هنرمندان مختلفی از جمله الکس زوردو، اوسونا، ویسین و کارلوس ویوس کار کرده‌اند.
در مراسم جوایز موسیقی لاتین بیلبورد در سال ۲۰۲۱، آنها در دو بخش نامزد شدند و در نهایت به جایزه بهترین هنرمند ریتم لاتین سال دست یافتند.

## آهنگ‌شناسی

### آلبوم‌های استودیویی
- سری T7 (2015، تریپل هفت)[۸]
- Pre-Nexus (2016، Indiomar)[۹]
- Los Legendarios 001 (2021، ویسین)[۱۰]

## جوایز
- ۲۰۲۱: هنرمند ریتم لاتین سال، دو یا گروه - جوایز موسیقی لاتین بیلبورد
- ۲۰۲۱: نمودارهای پایان سال هنرمندان برتر لاتین - دوتایی/گروهی - مقام سوم[۱۱]